# 23042 Craigpeters
23042 Craigpeters este un asteroid din centura principală de asteroizi.

## Descriere
23042 Craigpeters este un asteroid din centura principală de asteroizi. A fost descoperit pe 6 decembrie 1999 la Socorro, New Mexico, în cadrul proiectului LINEAR. Asteroidul prezintă o orbită caracterizată de o semiaxă mare de 3,08 ua, o excentricitate de 0,04 și o înclinație de 2,9° în raport cu ecliptica.